# Asterix og briterne (tegnefilm)
 For alternative betydninger, se Asterix og briterne. (Se også artikler, som begynder med Asterix og briterne)
Asterix og briterne (Astérix chez les Bretons) er en fransk tegnefilm lanceret af Dargaud Films i 1986 og baseret på Asterix-albummet af samme navn.

## Plot
Cæsar invaderer Britannien, og de varmtvandsdrikkende weekendholdende briter falder hurtigt for de romerske styrker. Dog, en enkelt landsby holder stand men har brug for hjælp, så bysbarnet Fixfax drager efter hjælp hos sin fætter Asterix i Gallien. Asterix, Obelix, Idefix og Fixfax tager tilbage til Britannien med en tønde trylledrik, men romerne får nys om det, og en stædig lille romersk patrulje tager jagten op.

## Danske stemmer
- Ove Sprogøe – Asterix
- Nis Bank-Mikkelsen – Obelix

## Franske stemmer
- Roger Carel – Asterix
- Pierre Tornade – Obelix
- Graham Bushnell – Fixfax (fransk Jolitorax)
- Pierre Mondy – Cetinlapsus
- Maurice Risch – Châteaupétrus
- Roger Lumont – Stratocumulus
- Nicolas Silberg – General Motus
- Michel Gatineau – Sørøverkaptajn